# Mousa Al-Awadi
Pour les articles homonymes, voir Awadi.
Mousa Al-Awadi, né le 20 juillet 1985, à Amman, en Jordanie, est un joueur jordanien de basket-ball. Il évolue au poste d'arrière.

## Palmarès
- 3e du championnat d'Asie 2009